# バリセロウイルス属
バリセロウイルス属(Varicellovirus)は、ヘルペスウイルス科のアルファヘルペスウイルス亜科の属である。
バリセロウイルス属は、水痘・帯状疱疹ウイルスや豚ヘルペスウイルス1型等のいくつかの近縁のウイルスの種を含む。

## 形態
他のアルファヘルペスウイルス亜科と同様に、ビリオンは層状構造を持つ。ビリオンはエンベロープ、テグメント、ヌクレオカプシド、コアから構成される。テグメントは、様々な量のタンパク質がエンベロープとカプシドの間に乱雑に非対称に並んでいる。カプシドは、直径120から200nmの球形のエンベロープに囲まれている。エンベロープの表面突起（レセプター）は密度高く分布し、表面に均等に小さなとげを持つ。
ヌクレオカプシドは丸く、20面体の対称性を示す。等軸であり、直径は100から110nmである。カプシドは六角形の基部を持ち、長軸に沿って半分まで貫く孔のある162個のカプソメアタンパク質から構成される。コアは、巻かれた繊維からなり、そこにDNAが包まれている。繊維の端はカプシド殻の下に繋がれている。二本鎖DNAウイルスである。

## ホスト
このウイルスの天然のホストは、単一タイプの脊椎動物である。バリセロウイルス属の水痘・帯状疱疹ウイルスは、ヒトに感染する。